# Пустогачева, Роза Макаровна
Роза Макаровна Пустогачева (11 июля 1939, Курмач-Байгол, Турочакский район, Горно-Алтайская АО — 19 марта 2025, Горно-Алтайск) — советский, российский врач-онколог. Заслуженный врач Российской Федерации (1996).

## Биография
Роза Макаровна Пустогачева родилась 11 июля 1939 года в селе Курмач-Байгол Турочакского района Горно-Алтайской АО (ныне: Республика алтай) в многодетной семье. Курмач-Байгол — село, в котором проживают представители коренного малочисленного народа челканцы (шалғануғ калык). Всего по переписи 2010 года численность челканцев составляет 1181 человек.
После 7 класса Роза Макаровна училась национальной школе Горно-Алтайска.
По окончании средней школы Роза Макаровна вернулась на родину, проработала год в родной деревне, для поступления в вуз необходимо было иметь производственный стаж. Фельдшером в деревне работал Василий Чеконов, глядя на интеллигентного, всегда опрятного сельского фельдшера, Роза Макаровна решила связать свою жизнь с медициной. В 1959 году она поступила в Алтайский медицинский институт (основан в 1954 году), который окончила в 1965 году.

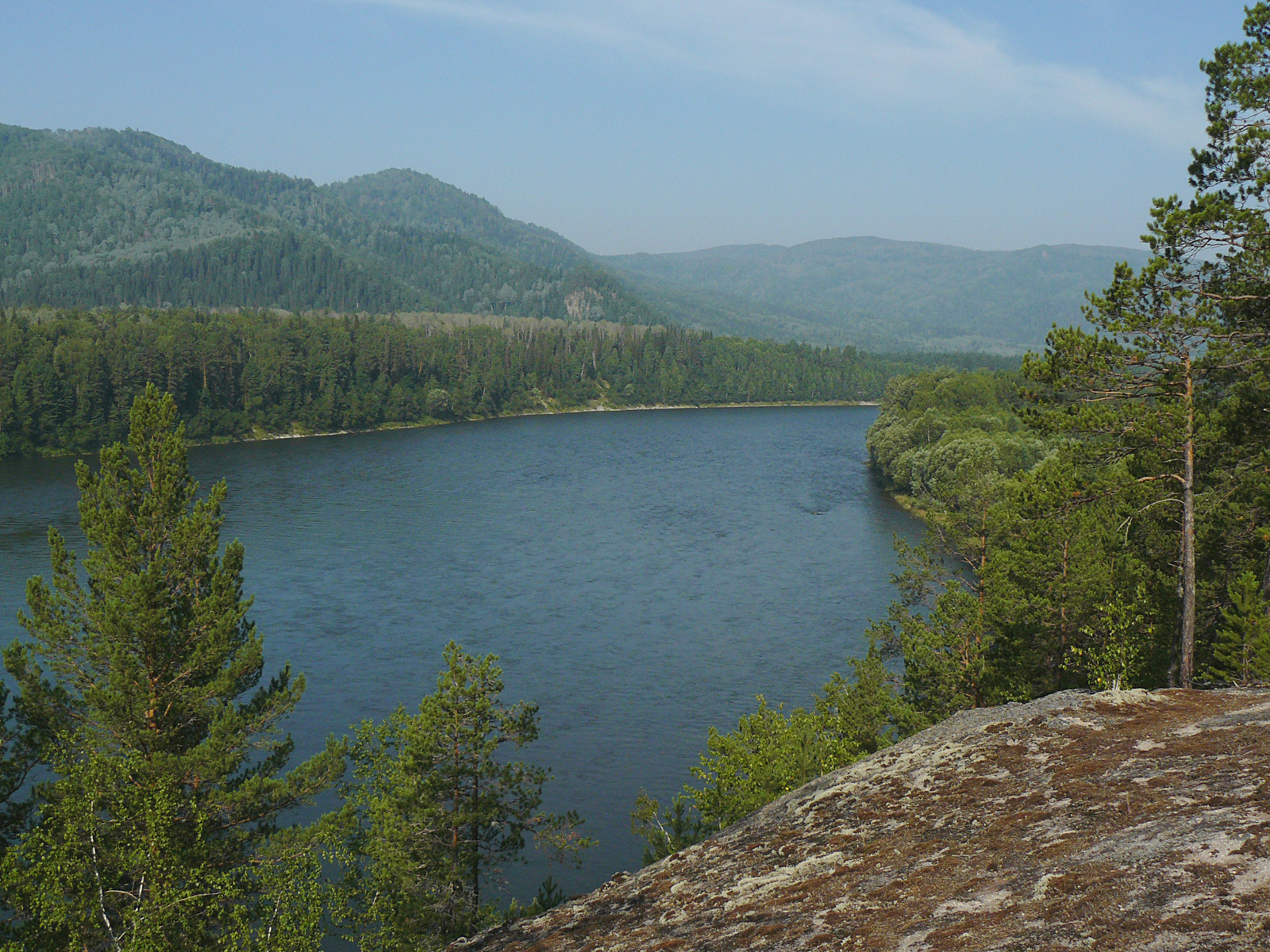
Вид на реку Бия с горы Баданка в 7 км от села Турочак

В 1965—1967 годах работала хирургом, затем главным врачом Чойской участковой больницы Майминской ЦРБ.
Ординатуру прошла в железнодорожной больнице Барнаула под руководством руководителя кафедры хирургии АГМИ, доктора медицинских наук Израиля Исаевича Неймарка (1969).
1969—1970 годы работала борт-хирургом Горно-Алтайской Санавиастанции.
После ординатуры приступила к работе в хирургическом отделении областной больницы под руководством народного врача СССР Анатолия Гомана. Со временем основным направлением ее деятельности стала онкология.
1970—1997 годы — врач-онколог онкологического отделения Горно-Алтайской республиканской больницы.
С 1997 по 2001 год Роза Макаровна заведовала онкологическим отделением, воспитала несколько поколений врачей-онкологов республики. Сегодня продолжает работать республиканском онкологическом центре Алтая.
Победитель в номинации Министерства здравоохранения Республики Алтай Памяти народного врача СССР Гомана А. М. «За достижения в хирургии» 2011 года.
Победитель в номинации Ассоциации врачей Республики Алтай «За верность профессии» 2019 года.
Роза Макаровна Пустогачева вела большую общественную, она-член ассоциации коренных малочисленных народов Республики Алтай, которая занимается проблемами сохранения малочисленных народов края, их языков, самобытной культуры, передачи знаний и навыков старшего поколения молодым.
За выдающиеся заслуги перед Республикой Алтай, её народом, внесение большого личного вклада в развитие и умножение производственного потенциала республики, активную общественную деятельность Розе Макаровне Пустогачевой вручён орден «Тан Чомон» (2019).
Скончалась 19 марта 2025 года.

## Почётные звания и награды
- Заслуженный врач Российской Федерации (1998)
- Орден «Тан Чомон» (2019)